# أمامة بنت سماك
أمامة بنت سماك بن عتيك الأوسية الأشهلية أمها أم جندب بنت رفاعة بن عوف، من الأوس. أسلمت وبايعت الرسول محمد، وتزوجت من شريك بن أنس بن امرئ القيس، وولدت له عبد الله وأم صخر وأم سليمان وحبيبة.